# Blizanci (Macedonia Północna)
Blizanci (maced. Близанци) – wieś w północno-wschodniej Macedonii Północnej, w gminie Kratowo.